# Mesochorus noctivagus
Mesochorus noctivagus är en stekelart som beskrevs av Henry Lorenz Viereck 1905. Mesochorus noctivagus ingår i släktet Mesochorus och familjen brokparasitsteklar. Inga underarter finns listade i Catalogue of Life.